# Олигодендроцити
Олигодендроцити (на грчком: 'ћелија са неколико грана'), или олигодендроглија, су врста неуроглије чије су главне функције да обезбеде подршку и изолацију аксона у централном нервном систему неких кичмењака, што је еквивалентно функцији коју обављају Шванове ћелије у периферном нервном систему. Олигодендроцити то раде стварањем мијелинског омотача. Један олигодендроцит може проширити своје процесе на 50 аксона, омотавајући отприлике 1 μм мијелинске овојнице око сваког аксона; С друге стране, Шванове ћелије могу обавити само један аксон. Сваки олигодендроцит формира један сегмент мијелина за неколико суседних аксона.
Олигодендроцити се налазе само у централном нервном систему, који се састоји од мозга и кичмене мождине. Првобитно се сматрало да су ове ћелије произведене у вентралној неуралној цеви; међутим, истраживања сада показују да олигодендроцити потичу из вентралне вентрикуларне зоне ембрионалне кичмене мождине и вероватно имају одређене концентрације у предњем мозгу. Они су последњи тип ћелија који се генерише у ЦНС. Олигодендроците је открио Пио дел Рио Хортега.